# Nam vương Siêu quốc gia 2023
Nam vương Siêu quốc gia 2023 là cuộc thi Nam vương Siêu quốc gia lần thứ 7 được tổ chức tại Nowy Sącz, Ba Lan vào ngày 15 tháng 7 năm 2023. Luis Daniel Gálvez đến từ Cuba đã trao lại danh hiệu cho Iván Álvarez đến từ Tây Ban Nha vào đêm chung kết.

## Kết quả

### Thứ hạng
| Kết quả                   | Thí sinh |
| ------------------------- | --- |
| Mister Supranational 2023 | - Tây Ban Nha – Iván Álvarez |
| Á vương 1                 | - Brasil – Henrique Martins |
| Á vương 2                 | - Hà Lan – Luca Derin |
| Á vương 3                 | - Hàn Quốc – Lee Yong-woo ∆ |
| Á vương 4                 | - Cameroon – Daniel Mbouda |
| Top 10                    | - Ecuador – Bruno Barbieri Roggiero - Malaysia – Danial Hansen ∆ § - México – Luis Carlos García - Séc – Jakub Vitek - Thái Lan – Top Nathanon Narathanyawirun |
| Top 20                    | - Ba Lan – Daniel Tracz - Canada – Luis Portelles ∆ - Hoa Kỳ – Daniel Zemeida - Indonesia – Adib Dwitamma - Nam Phi – Tylo Ribeiro - Panama – Mario Bianco - Pháp – Quentin Bourg-Austruy - Philippines – Johannes Rissler - Trinidad & Tobago – Keathon Yallery - Ý – Fabio Camattari |

Ghi chú:
- § Thí sinh tiến thẳng vào Top 10 nhờ chiến thắng giải Supra Fan Vote.
- Δ Thí sinh tiến thẳng vào Top 20 nhờ chiến thắng một trong các giải Mister Top Model, Mister Supra Chat, hoặc Mister Influencer.

### Thứ tự gọi tên
| Top 20 1. Canada 2. Hàn Quốc 3. Malaysia 4. Hà Lan 5. Philippines 6. Hoa Kỳ 7. Séc 8. México 9. Trinidad và Tobago 10. Thái Lan 11. Ý 12. Panama 13. Brasil 14. Tây Ban Nha 15. Cameroon 16. Ba Lan 17. Ecuador 18. Pháp 19. Nam Phi 20. Indonesia | Top 10 1. Malaysia 2. Ecuador 3. Tây Ban Nha 4. Hàn Quốc 5. México 6. Cameroon 7. Séc 8. Brasil 9. Thái Lan 10. Hà Lan | Top 5 1. Cameroon 2. Brasil 3. Hàn Quốc 4. Hà Lan 5. Tây Ban Nha |

### Nam vương Châu lục
| Danh hiệu                           | Thí sinh                                  |
| ----------------------------------- | ----------------------------------------- |
| Nam vương Siêu quốc gia Châu Phi    | - Nam Phi – Tylo Ribeiro                  |
| Nam vương Siêu quốc gia Châu Mỹ     | - Mexico – Luis Carlos García             |
| Nam vương Siêu quốc gia Châu Á      | - Thái Lan – Top Nathanon Narathanyawirun |
| Nam vương Siêu quốc gia vùng Caribe | - Trinidad và Tobago – Keathon Yallery    |
| Nam vương Siêu quốc gia Châu Âu     | - Séc – Jakub Vitek                       |

### Giải thưởng đặc biệt
| Giải thưởng           | Thí sinh                   |
| --------------------- | -------------------------- |
| Mister Supra Chat     | - Canada - Luis Portelles  |
| Mister Top Model      | - Hàn Quốc - Lee Yong-woo  |
| Mister Influencer     | - Malaysia - Danial Hansen |
| Mister Supra Fan Vote | - Malaysia - Danial Hansen |
| Mister Talent         | - Ấn Độ - Raj Sunil Singh  |
| Mister Photogenic     | - Ba Lan – Daniel Tracz    |
| Mister Personality    | - Perú - Stefano Bermellón |

## Các thử thách

### Supra Chat

#### Vòng 1
- Tiến vào Vòng cuối

| Nhóm | Quốc gia 1 | Quốc gia 2 | Quốc gia 3 | Quốc gia 4        | Quốc gia 5  | Quốc gia 6      | Quốc gia 7  | Quốc gia 8         |
| ---- | ---------- | ---------- | ---------- | ----------------- | ----------- | --------------- | ----------- | ------------------ |
| 1    | Bỉ         | Hy Lạp     | Namibia    | Hà Lan            | Nigeria     | Ba Lan          | Nam Phi     | Zimbabwe           |
| 2    | Argentina  | Brasil     | Canada     | Cộng hòa Dominica | Ecuador     | Guinea Xích Đạo | Tây Ban Nha | Trinidad và Tobago |
| 3    | Cameroon   | Séc        | Pháp       | Ghana             | Ý           | Sierra Leone    | Slovakia    | —                  |
| 4    | Cuba       | México     | Panama     | Perú              | Puerto Rico | Hoa Kỳ          | Venezuela   | —                  |
| 5    | Campuchia  | Ấn Độ      | Indonesia  | Hàn Quốc          | Malaysia    | Nepal           | Philippines | Thái Lan           |

Ghi chú
- Cộng hòa Dominica rút lui vì vấn đề visa
- Ghana rút lui không rõ lý do
- Nigeria rút lui không rõ lý do
- Sierra Leone rút lui vì vấn đề visa

#### Vòng cuối
Thí sinh chiến thắng Supra Chat sẽ được tiến thẳng vào Top 20: 
| Kết quả     | Thí sinh                                                                                               |
| ----------- | --- |
| Chiến thắng | - Canada - Luis Portelles                                                                              |
| Top 5       | - Cameroon - Daniel Mbouda - Cuba - Richard Acosta - Malaysia - Danial Hansen - Nam Phi - Tylo Ribeiro |

### Supra Model
Thí sinh chiến thắng thử thách Supra Model sẽ tiến thẳng vào Top 20
| Kết quả     | Thí sinh |
| ----------- | --- |
| Chiến thắng | - Hàn Quốc - Lee Yong-woo |
| Top 3       | - Cameroon - Daniel Mbouda - Tây Ban Nha - Iván Alvarez |
| Top 10      | - Bỉ - Ben Steyaert - Brasil - Henrique Martins - Séc - Jakub Vitek - México - Luis Carlos García - Hà Lan - Luca Derin - Philippines - Johannes Rissler - Ba Lan - Daniel Tracz |

### Supra Influencer
Thí sinh chiến thắng giải thưởng Supra Influencer sẽ tiến thẳng vào Top 20 
| Kết quả     | Thí sinh                                                  |
| ----------- | --------------------------------------------------------- |
| Chiến thắng | - Malaysia - Danial Hansen                                |
| Top 3       | - Indonesia - Adib Dwitamma - México - Luis Carlos García |

### Supra Fan Vote
Thí sinh chiến thắng giải thưởng Supra Fan Vote sẽ tiến thẳng vào Top 10 
| Kết quả     | Thí sinh                   |
| ----------- | -------------------------- |
| Chiến thắng | - Malaysia - Danial Hansen |

### Mister Talent
| Kết quả     | Quốc gia |
| ----------- | --- |
| Chiến thắng | - Ấn Độ - Raj Sunil Singh |
| Top 4       | - Ecuador - Bruno Barbieri Roggiero - Indonesia - Adib Dwitamma - Nepal - Shishir Wagle |
| Top 10      | - Cuba - Richard Acosta - Séc - Jakub Vitek - Cộng hòa Dominica - Jan Carlos Carrasco - Perú - Stefano Bermellón - Thái Lan - Top Natanon Naratanyavirun - Trinidad & Tobago - Keathon Yallery |

## Thí sinh tham gia
34 thí sinh dự thi.
| Quốc gia/Vùng lãnh thổ | Thí sinh                   | Tuổi | Quê quán            | Khu vực  | T.k.          |
| ---------------------- | -------------------------- | ---- | ------------------- | -------- | ------------- |
| Argentina              | Giuliano Fessia            | 33   | Buenos Aires        | Châu Mỹ  | [ 2 ]         |
| Ấn Độ                  | Raj Sunil Singh            | 22   | Mumbai              | Châu Á   | [ 3 ]         |
| Ba Lan                 | Daniel Tracz               | 25   | Jordanów Śląski     | Châu Âu  | [ 4 ]         |
| Bỉ                     | Ben Steyaert               | 26   | Brussels            | Châu Âu  | [ 5 ]         |
| Brasil                 | Henrique Martins           | 31   | Campinas            | Châu Mỹ  | [ 6 ]         |
| Campuchia              | Sela Vorn                  | 25   | Pursat              | Châu Á   | [ 7 ]         |
| Cameroon               | Daniel Mbouda              | 25   | Yaoundé             | Châu Phi | [ 8 ]         |
| Canada                 | Luis Portelles             | 28   | Montreal            | Châu Mỹ  | [ 9 ]         |
| Cuba                   | Richard Acosta             | 27   | Havana              | Caribe   | [ 10 ]        |
| Ecuador                | Bruno Barbieri Roggiero    | 31   | Guayaquil           | Châu Mỹ  | [ 11 ]        |
| Guinea Xích Đạo        | Vicente Benjamín Roku      | 19   | Malabo              | Châu Phi | [ 12 ]        |
| Hà Lan                 | Luca Derin                 | 26   | Sittard             | Châu Âu  | [ 13 ]        |
| Hàn Quốc               | Lee Yong-woo               | 32   | Seoul               | Châu Á   | [ 14 ]        |
| Hoa Kỳ                 | Daniel Zemeida             | 23   | Peoria              | Châu Mỹ  | [ 15 ]        |
| Hy Lạp                 | Michalis Kolikas           | 27   | Athens              | Châu Âu  | [ 16 ]        |
| Indonesia              | Adib Dwitamma              | 24   | Palembang           | Châu Á   | [ 17 ]        |
| Malaysia               | Danial Hansen              | 28   | Kuala Lumpur        | Châu Á   | [ 18 ]        |
| México                 | Luis Carlos García         | 30   | Guadalajara         | Châu Mỹ  | [ 19 ]        |
| Namibia                | Malan van den Berg         | 25   | Windhoek            | Châu Phi | [ 20 ]        |
| Nam Phi                | Tylo Ribeiro               | 30   | Pretoria            | Châu Phi | [ 21 ]        |
| Nepal                  | Shishir Wagle              | 24   | Tanahu              | Châu Á   | [ 22 ]        |
| Panama                 | Mario Bianco               | 28   | Chiriquí            | Châu Mỹ  | [ 23 ]        |
| Perú                   | Stefano Bermellón          | 28   | Lima                | Châu Mỹ  | [ 24 ] [ 25 ] |
| Pháp                   | Quentin Bourg-Austruy      | 24   | Issy-les-Moulineaux | Châu Âu  | [ 26 ]        |
| Philippines            | Johannes Rissler           | 24   | Panabo              | Châu Á   | [ 27 ]        |
| Puerto Rico            | Rafael Pagán               | 30   | Arecibo             | Caribe   | [ 28 ]        |
| Séc                    | Jakub Vitek                | 29   | Bratislava          | Châu Âu  | [ 29 ]        |
| Slovakia               | Tomáš Benko                | 30   | Žilina              | Châu Âu  | [ 30 ]        |
| Tây Ban Nha            | Iván Álvarez               | 29   | Pontevedra          | Châu Âu  | [ 31 ]        |
| Thái Lan               | Top Natanon Naratanyavirun | 29   | Nakhon Si Thammarat | Châu Á   | [ 32 ]        |
| Trinidad & Tobago      | Keathon Yallery            | 28   | Saint Augustine     | Caribe   | [ 33 ]        |
| Venezuela              | Jorge Eduardo Núñez        | 28   | Cabimas             | Châu Mỹ  | [ 34 ]        |
| Ý                      | Fabio Camattari            | 25   | Venice              | Châu Âu  | [ 35 ]        |
| Zimbabwe               | Tatenda John Njanike       | 27   | Harare              | Châu Phi | [ 36 ]        |

## Chú ý

### Lần đầu tham gia
- Cameroon
- Malaysia
- Zimbabwe

### Trở lại
- Lần cuối tham gia vào năm 2019:
  -  Canada
  -  Guinea Xích Đạo
- Lần cuối tham gia vào năm 2021:
  -  Ấn Độ
  -  Slovakia
  -  Nam Phi

### Bỏ cuộc
- Cộng hòa Dominica - Jan Carlos Carrasco tham gia Tập 2 phần thi Supra Chat nhưng rút lui vì vấn đề visa
- El Salvador
- Đức
- Ghana - Is-Haq Abubakar tham gia Tập 3 phần thi Supra Chat nhưng rút lui không rõ lý do
- Haiti
- Lào
- Malta
- Mauritius
- Nigeria - Gideon Anieti Nwawo tham gia Tập 1 phần thi Supra Chat nhưng rút lui không rõ lý do
- Sierra Leone - Uthman Issa Bangura tham gia Tập 3 phần thi Supra Chat nhưng rút lui vì vấn đề visa
- Việt Nam